# Dzierzgowo (plaats)
Dzierzgowo is een dorp in het Poolse woiwodschap Mazovië, in het district Mławski. De plaats maakt deel uit van de gemeente Dzierzgowo en telt 660 inwoners.